# 구 조선식산은행 충주지점
구 조선식산은행 충주지점은 충청북도 충주시 성내동에 있는, 충주시장 소유의 건축물이다. 2017년 5월 29일 대한민국의 국가등록문화재 제683호로 지정되었다.

## 개요
1906년 7월 내륙지방 관찰부소재지에 본점을 두는 지방은행으로 충주농공은행이 설립되었다. 충주농공은행은 탁지부령에 따라 1907년 6월 한성, 공주, 충주의 3개 농공은행이 통폐합하여 주식회사 한호농공은행 충주지점으로 재출발하였다.
1908년 6월에 충청북도 관찰부가 충주에서 청주로 이전함에 따라 같은 해 9월에는 출장소로 격하되었다. 병탄이후 일본인들의 이주증가와 함께 자금수요가 증가하면서 1912년 8월부터 영업소 신축에 착수하여 11월에 현 성내동 428번지(현 안경나라)에 완공되었다.
1918년에 일제는 농공은행이 경영파탄에 직면하자 6개 농공은행을 합병하여 식민지 산업금융기관으로 조선식산은행을 설립. 한호농공은행 충주지점은 조선식산은행 충주지점으로 명칭 변경되었다.
1933년 12월 현재의 조선식산은행 충주지점을 신축하여 해방 후 조선상호은행 충주지점, 한국상공은행 충주지점, 한국흥업은행 충주지점, 한일은행충주지점 건물로 쓰이다가 민간에 불하되어 현재에 이르고 있다.

## 양식 및 주요 특징
1930년대에 각 지역에 세워진 금융기관의 전형인 목골조 스터고 마감의 본관 건물과 사택에 해당되는 별관 건물(일본식 목조주택)이 이어져 있는 배치형태를 하고 있으며, 지붕은 만사르 지붕으로 지역도시의 중심부에 위치하여 식민지배의 권위를 내세우는 모습을 하고 있다. 아르데코 분위기의 장식과 수직으로 긴 창을 설치하여 1930년대에 도입되기 시작한 모더니즘의 일면을 보여주기도 한다.

## 사적 등록 사유
목구조를 기본 구조체로 하고 외관에서 서양식 석조건물의 분위기를 추구하였던 일제강점기의 관공서 및 은행의 특징적 건축기법과 양식을 보여주고 있다.

## 참고 자료
- 구 조선식산은행 충주지점 - 국가유산청 국가유산포털